# Carol Grace
Carol Grace, conosciuta anche come Carol Marcus Saroyan o Carol Matthau (New York, 11 settembre 1924 – New York, 20 luglio 2003), è stata un'attrice e scrittrice statunitense.

## Biografia
Carol nacque da una madre di soli 16 anni, figlia di immigrati ebrei russi e da padre ignoto.
Fu data in affidamento fino all'età di otto anni, quando sua madre sposò (prendendone il cognome) Charles Marcus, uno dei fondatori della Bendix Corporation.
Amica di personaggi quali Maureen Stapleton, Oona O'Neill, Gloria Vanderbilt e Truman Capote, ispirò a quest'ultimo il personaggio di Holly Golightly, protagonista del celebre romanzo Colazione da Tiffany.
Nel 1992 ha pubblicato le sue memorie col titolo di Among the porcupines: a memoir (New York, Turtle Bay Books, 1992).
Morì un aneurisma cerebrale il 20 luglio 2003.

## Vita privata
Divorziò due volte dallo scrittore William Saroyan; dal primo dei loro due matrimoni nacquero due figli, lo scrittore Aram Saroyan e l'attrice e fotografa Lucy Saroyan, morta poco prima della madre nel 2003. Il 21 agosto 1959 sposò l'attore Walter Matthau, che le diede poi un altro figlio, Charles Matthau, nato nel 1962.

## Filmografia
- Gangster Story (1959)
- Alfred Hitchcock Presenta (Alfred Hitchcock presents) , serie TV episodio 7x4 (1961)
- Mickey and Nicky (1976)